# Blasted Mechanism
Blasted Mechanism est un groupe de rock alternatif portugais, originaire de Lisbonne. Ils font partie des groupes portugais qui vendent énormément d'albums hors de leur pays natal.

## Biographie

### Années 1990
Formé à la fin des années 1994 par Karkov et Valdjiu à Lisbonne. La particularité du groupe est qu'ils possèdent des pseudos et portent des costumes très étranges, un mélange de robot et d'extra-terrestre. Leurs morceaux mélangent des sonorités venues de divers coins du monde, à savoir que Valdjiu a créé lui-même son premier instrument à cordes nommé Bambuleco. Entre 1996 et 1998, sort le premier EP du groupe sous le nom de Balayashi. À cette période, c'est le premier EP qui se vend le plus au Portugal.
Débarque un nouveau membre Ary, le bassiste, qui apporte encore d'autres sonorités. C'est là que sont créés les premiers costumes de Blasted Mechanism, et ils enchaînent les Festivals au Portugal, tels que le Festival Sudoeste, Festival Superbock, Festival Imperial et encore de nombreux concerts Universitaires dans une ambiance énergique. L'utilisation du Didgeridoo, instrument aborigène, apporte également d'autres sonorités.

### Années 2000

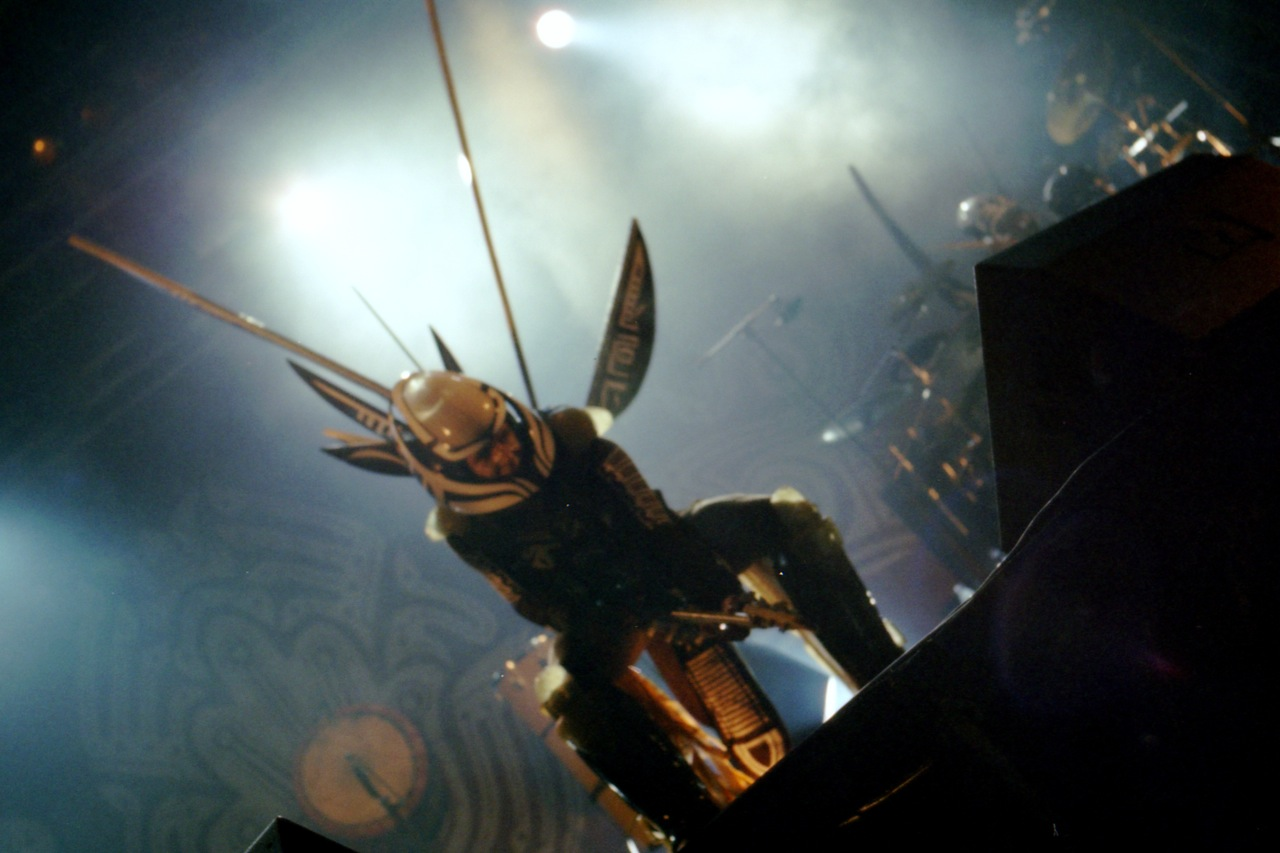
Blasted Mechanism en concert.

En 2002, ils sont nommés aux MTV Europe Music Awards et gagnent le prix du « meilleur groupe portugais ». En 2003, ils sont de nouveaux nommés mais seront détrônés par Blind Zero, ainsi qu'en 2005 par The Gift et en 2007 par Da Weasel. Mais en 2006, ils recevront tout de même le Globo de Ouro. Le 19 mars 2007, ils publient leur quatrième album, Sound in Light, produit par Ary, leur bassiste, au studio du label Toolateman, et enregistré et mixé par Db et Ary au studio Praça das Flores. L'album est publié sous formats CD et téléchargement.
En février 2008, Karkov quitte le groupe et sera remplacé par un nouveau vocaliste Guitshu. Plus tard, le groupe travaille sur un nouvel album qui verra le jour en 2009. L'album, intitulé Mind at Large fait participer Marcelo D2, et comprend les singles Start to Move et Liberdade e destino,.

### Années 2010
En 2016, Blasted Mechanism participe au + Música +, jouant un concert dédié à David Bowie. En 2017, le groupe joue avec The Legendary Tigerman au festival portugais Carviçais Rock. Cette même année, ils participent à la 50e édition du Festa da Espiga à Salir.

## Membres

### Membres actuels
- Ary - basse
- Guitshu - voix
- Winga - percussions, didgeridoo
- Valdjiu - bambulca
- Zymon - guitare, claviers, sitar
- Zyncron - batterie

### Anciens membres
- Miguel Cardona - guitare
- Migas - batterie
- Luigi Lust - clarinette, claviers, saxophone
- Salvatori Tiliba - didgeridoo
- Castora - percussions
- Karkov - voix
- Lencaster - batterie

## Discographie
- 1998 : Balayhashi
- 1999 : Plasma
- 2000 : Mix00
- 2003 : Namaste
- 2005 : Avatara
- 2007 : Sound in Light
- 2007 : Light in Sound (téléchargeable sur internet depuis le CD Sound in Light)
- 2009 : Mind at Large
- 2012 : Blasted Generation
- 2015 : Egotronic
- 2018 : New Militia (Live at Nos Alive'18)

## Vidéographie
- 2004 : Best of 96-04